# Золоте Поле
Золоте́ По́ле (до 1945 року — Цюрихталь, до 1805 — Джайлав-Сарай, крим. Caylav Saray) — село Феодосійського району Автономної Республіки Крим. Населення становить 3285 осіб. Орган місцевого самоврядування — Золотополенська сільська рада. Розташоване на півдні району.

## Географія
Розташоване в східній частині Кримського півострова в долині біля підніжжя гори Агармиш. Через село протікає річка Мокрий Індол. Відстань до районного центру селища Кіровське (де розташована найближча до села залізнична станція Кіровська) — 24 км, до Феодосії (де знаходиться морський порт) — 45 км, до аеропорту міста Сімферополя — 85 км. У селі діють храм Благовіщення Пресвятої Богородиці та мечеть «Фатіх Джума Джамі».

## Археологічні розвідки
Поблизу Золотого Поля виявлено поселення епохи бронзи, скіфського періоду та часів раннього середньовіччя.

## Історія
За часів Кримського ханства село мало назву Джайлав-Сарай, вперше зустрічається у "Камеральному Описі Криму…" 1784 року.
У 1805 року в селі німцями-переселенцями з швейцарського кантону Цюрих було засновано переселенську колонію. Колоністи (31 домогосподарств) одержали земельні наділи по 60 десятин та ряд позичок. Крім того, вони на 30 років звільнялися від натуральних та грошових повинностей, від служби в царській армії (рекрутчини) та військових постоїв.
1820 року в колонії Цюрихталь налічувалося вже 79 домогосподарств. Займалися вони рільництвом, вівчарством та садівництвом.
За переписом 1897 року кількість мешканців зросла до 629 осіб (321 чоловічої статі та 308 — жіночої), з яких 100 — православної віри, 480 — протестантської.

## Населення

### Мова
Розподіл населення за рідною мовою за даними перепису 2001 року:
| Мова                | Відсоток |
| ------------------- | -------- |
| російська           | 69,59 %  |
| кримськотатарська   | 15,59 %  |
| українська          | 12,73 %  |
| білоруська          | 0,55 %   |
| інші/не визначилися | 1,54 %   |